# Chtenopteryx
Famille
Genre
Chtenopteryx est un genre de mollusques céphalopodes de la famille des Chtenopterygidae.

## Liste des espèces
D'après ITIS (4 mai 2010) et BioLib
- Chtenopteryx chuni  Pfeffer, 1912
- Chtenopteryx sepioloides  (Rancurel, 1970)
- Chtenopteryx sicula  (Verany, 1851)

Selon World Register of Marine Species (4 mai 2010) :
- Chtenopteryx canariensis  Salcedo-Vargas & Guerrero-Kommritz 2000
- Chtenopteryx chuni  Pfeffer, 1912
- Chtenopteryx sepioloides  Rancurel, 1970
- Chtenopteryx sicula  (Vérany, 1851)